# Atletismo nos Jogos Pan-Americanos de 2003 - 100 m masculino
A final dos dos 100 m rasos masculino nos Jogos Pan-Americanos de 2003 foi realizada em 6 de agosto de 2003, com as eliminatórias e as semifinais realizadas no dia anterior. O vencedor original, Mickey Grimes, teve a medalha de ouro retirada após testar positivo para efedrina.

## Calendário
| Data        | Fase         |
| ----------- | ------------ |
| 5 de agosto | Qualificação |
| 5 de agosto | Semifinais   |
| 6 de agosto | Final        |

## Medalhistas
| Ouro   | JAM Michael Frater |
| Prata  | USA Mardy Scales   |
| Bronze | CAN Anson Henry    |

## Recordes
Recordes mundial e pan-americano antes da disputa dos Jogos Pan-Americanos de 2003.
| Tipo                             | Atleta           | Tempo | Local   | Data                   |
| -------------------------------- | ---------------- | ----- | ------- | ---------------------- |
|                                  | Tim Montgomery   | 9.78  | Paris   | 14 de setembro de 2002 |
| Recorde dos Jogos Pan-Americanos | Leandro Peñalver | 10.06 | Caracas | 24 de agosto de 1983   |

## Resultados
| Posição | Atleta                   | Eliminatórias | Eliminatórias | Semifinais | Semifinais | Final |
| Posição | Atleta                   | Tempo         | Posição       | Tempo      | Posição    | Tempo |
| ------- | ------------------------ | ------------- | ------------- | ---------- | ---------- | ----- |
| 1       | JAM Michael Frater       | 10.34         | 3             | 10.39      | 3          | 10.21 |
| 2       | USA Mardy Scales         | 10.35         | 4             | 10.33      | 2          | 10.22 |
| 3       | CAN Anson Henry          | 10.45         | 6             | 10.60      | 7          | 10.30 |
| 4       | BRA Édson Ribeiro        | 10.37         | 5             | 10.39      | 3          | 10.31 |
| 5       | BRA Jarbas Mascarenhas   | 10.52         | 8             | 10.57      | 6          | 10.34 |
| 6       | JAM Sheldon Morant       | 10.30         | 2             | 10.61      | 8          | 10.36 |
| 7       | TRI Nicconnor Alexander  | 10.45         | 7             | 10.42      | 5          | 10.42 |
| —       | USA Mickey Grimes        | 10.08         | 1             | 10.20      | 1          | DSQ   |
|         |                          |               |               |            |            |       |
| 9       | CUB Juan Pita            | 10.65         | 19            | 10.56      | 9          |       |
| 10      | CUB Luis Alexander Reyes | 10.55         | 14            | 10.61      | 10         |       |
| 11      | AHO Churandy Martina     | 10.42         | 9             | 10.62      | 11         |       |
| 12      | TRI Jaycey Harper        | 10.57         | 15            | 10.63      | 12         |       |
| 13      | GUA Mario Blanco         | 10.53         | 12            | 10.64      | 13         |       |
| 14      | SKN Delwayne Delaney     | 10.51         | 11            | 10.74      | 14         |       |
| 14      | ANT Daniel Bailey        | 10.53         | 12            | 10.74      | 14         |       |
| 16      | GRN Bruce Swan           | 10.45         | 10            | 10.79      | 16         |       |
|         |                          |               |               |            |            |       |
| 17      | DOM Danny García         | 10.58         | 17            |            |            |       |
| 18      | BAH Derrick Atkins       | 10.59         | 18            |            |            |       |
| 19      | PAR Diego Ferreira       | 10.64         | 19            |            |            |       |
| 20      | DOM John Smith           | 10.69         | 20            |            |            |       |
| 21      | BIZ Jayson Jones         | 10.82         | 21            |            |            |       |
| 22      | HAI Wladimir Afriani     | 10.83         | 22            |            |            |       |
| 23      | BER Xavier James         | 10.83         | 23            |            |            |       |
| 24      | BAH Jamial Rolle         | 10.84         | 24            |            |            |       |
| 25      | SKN Donnell Esdaille     | 10.90         | 25            |            |            |       |
| 26      | ECU Luis Morán           | 10.96         | 26            |            |            |       |
| 27      | VIN Azik Graham          | 11.05         | 27            |            |            |       |
| 28      | HAI Stephane Rabel       | 11.18         | 28            |            |            |       |
| 29      | ECU Andrés Gallegos      | 11.22         | 29            |            |            |       |